# 多毛雲
多毛雲（たもううん、ラテン語学術名:capillatus、略号:cap）とは、積乱雲に見られる雲種の1つ。頂上部に毛羽立ったような形や繊維状、筋状の雲がくっついているもの。たいていしゅう雨性の降水や雷があり、しばしば突風や雹を伴う。多毛積乱雲と呼ぶことがある。
上昇気流によって上方向に成長を続けた積乱雲は、圏界面に達した雲頂が扁平になって今度は横に広がる。上部が寒気に接している雲頂では氷晶が多くなり巻雲の特徴をもつ雲が成長する。
多毛雲の多くは、かなとこ状（かなとこ雲）、プリューム（噴煙柱）状、あるいは複雑に絡まりあった大きな繊維の塊のような形をしている。温度の低い寒気団では、積乱雲のほとんど全体が繊維状の輪郭となることがある。
激しい降水に伴い、明瞭な尾流雲を伴うことが多い。
学術名"capillatus"はラテン語の"capillus"（髪の毛）の派生形で「髪の毛をもった」を意味する。